# Charlotte's Web 2: Wilbur's Great Adventure
Wilbur e Seus Amigos (título original: Charlotte's Web 2: Wilbur's Great Adventure), é um filme de animação de 2003, continuação do filme de 1973 Charlotte's Web, produzido em conjunto Paramount Pictures, Universal Studios (o logotipo é visto na imprensa mundial), Universal Animation Studios (o logotipo é visto na versão internacional) e Nickelodeon, dirigida por Mario Piluso, e lançada a Universal Pictures diretamente em vídeo vez nos Estados Unidos em 18 de março de 2003. É distribuído pela Paramount Home Entertainment nos Estados Unidos Universal Studios Home Entertainment e no exterior. O filme é baseado no livro infantil "Charlotte's Web" de E. B. White. O filme tem mensagem de amizade e individualidade.
O filme gira em torno de porco Wilbur, que vive na fazenda e tem de cuidar de três jovens aranhas, que eram as filhas da aranha Charlotte, que morreu no primeiro filme; e deve impedir o seu novo amigo, um carneiro preto chamado Cardigan, de ser comido por uma raposa má chamada Farly. A continuação foi amplamente comentada. O TV Guide afirmou que o filme não captura o coração e o espírito do original e também criticou a animação (que ele de chamou medíocre). Mike Long de DVD Talk também disse que a animação é medíocre e aos sábados de manhã parecia uma caricatura.

## Sinopse
Wilbur o porquinho sabe como é importante a amizade, uma lição que ele aprendeu com a aranha Charlotte. Então, quando ele conhece Cardigan, um carneirinho solitário, rapidamente se torna seu amigo. Cardigan Wilbur ensina todas as maravilhas da vida na fazenda eo apresenta a três aranhas muito especiais: Nellie, Aranea e Joy – filhas de Charlotte.
Quando o fazendeiro Zuckerman vende Cardigan para outra fazenda, imediatamente sabe o que fazer. Acompanhado pelo esperto rato Templeton, Wilbur e Charlotte três filhas embarcam em uma viagem inesquecível para encontrar a Cardigan, durante a qual vão descobrir que com coragem, amor e amizade podem obter o que se proponham.

## Elenco
- Julia Duffy como Charlotte A. Cavatica
- David Berón como Wilbur,
- Charlie Adler como Templeton
- Amanda Bynes como Nellie
- Anndi McAfee como Joy
- Maria Bamford como Aranea
- Harrison Chad como Cardigan
- Rob Paulsen como Farley
- Debi Derryberry como Fern Arable
- Laraine Newman como Gwen
- Dawnn Lewis como Bessie
- Danny Mann como Mr. Hirsch
- Brenda Vaccaro como Mrs. Hirsch
- Jerry Houser como Mr. Zuckerman
- Valery Pappas como High Strung Chicken
- Nika Futterman como Baby Rats
- Bridget Sienna como Flo
- Bobby Block como Snotty Lamb
- Ashley Edner como Bully Lamb
- Pat Fraley como Donkey
- Frank Welker como efeitos vocais dos animais